# Guinée équatoriale aux Jeux olympiques d'été de 2004
La Guinée équatoriale a envoyé 2 athlètes aux Jeux olympiques de 2004 à Athènes en Grèce.

## Résultats

### Athlétisme
800 m femmes :
- Emilia Mikue Ondo : 1er tour : 2 min 22 s 88 (41e place au classement final)

1500 m hommes :
- Roberto Mandje : 1er tour : 4 min 03 s 37 (→ NR, 36e place sur 40)

3000 m steeple femmes :
- Roberto Mandje : 1er tour, Disqualifié

## Officiels
- Président : Melchor Okue Motto
- Secrétaire général : Pedro-Mabale Fuga Afang